# Delnice
 Ovo je glavno značenje pojma Delnice. Za druga značenja pogledajte Delnice (razdvojba).
Delnice su grad u Hrvatskoj. Nalaze se na području Gorskog kotara, Primorsko-goranska županija. Površina područja Grada Delnica iznosi 230 km2. 
Gustoća naseljenosti je 27,22 stanovnika po km2.

## Zemljopisna obilježja
- Koordinate: 45°40' s.z.š., 14°50' i.z.d.
- Površina: 230km²
- Nadmorska visina: od 200 do 1528m
- Gustoća naseljenosti: 27,22 stanovnika po km²
- Prosječna godišnja temperatura zraka: 7,7 ºC
- Prosječna godišnja relativna vlažnost zraka: 84,50 %
- Broj dana sa snježnim pokrivačem: cca 80

Sveobuhvatno područje Grada, nalazi se na visoravni prosječne visine od 700 do 900m koju okružuju brda i iznad 1500m nadmorske visine. Najniža područja mjere visinu od 210 (Kupska dolina), a najviša 1528 metara (Nacionalni park Risnjak). Iako ta prirodna osobitost upućuje na izrazitu raznolikost područja; reljef je izrazito kontinentalnog karaktera, a klima planinska. 
Zime su duge i oštre: u prosjeku traju 106 dana, obiluju snježnim oborinama. Ljeta su kratka i svježa s temperaturom zraka koja rijetko prelazi 25 ºC. Mnogo je vlage te ne izostaju pojave magle i mraza, a godišnje (u prosjeku) padne 2079 l/m² kiše.
Vapnenačko-dolomitska podloga stijena pogoduje rastu tzv. „zelenog krša“ odnosno vegetacije plitkog korijenja. Cijeli je kraj bogat šumama bukve, smreke i jele te područjima na kojima rastu šumsko voće i gljive. Obitavaju ga srne, medvjedi i vukovi te mnogobrojni glodavci i razne vrste ptica i kukaca.

### Delnički trolist
Grad Delnice pokriva središnji prostor goranske visoravni. Okosnicu naseljenog prostora, uz same Delnice, čine Brod na Kupi smješten u kanjonu rijeke Kupe i Crni Lug koji se nalazi na obroncima drgomaljskog sklopa i risnjačkog masiva. Mjesta se prožimaju svojim različitostima i kulturalnom te zemljopisnom povezanošću čineći jedinstvenu ravnotežu između Kupske doline i više crnoluške – risnjačke zone, slikovito nazvane Delničkim trolistom.
Delnice su središnje i najveće naselje Grada i cijelog Gorskog kotara. Smještene na Delničkom polju i okružene vrhovima Drgomalj, Petehovac i Japlenški vrh, s nadmorskom visinom od 730m,  „najviši“ su grad u Hrvatskoj.

### Prirodne ljepote i zaštićena područja
Bogatstvo i ljepota Grada, najviše se očituju u netaknutoj prirodi koja ga okružuje i njegov je neizostavni dio. Kako bi se sačuvala, mnoga su područja zaštićena. 
- Hajdova hiža, Drgomalj

Najveća pećina Gorskog kotara, dostupna samo speleolozima zbog teškog pristupa. Njena ulazna dvorana, dužine 85m, širine 27m i visine oko 16m, spada u najveće podzemne prostore otkrivene u našem kršu. Splet kanala i pukotina, dug je oko 900m.         
Zaštićena područja
- Nacionalni park Risnjak
- Park-šuma Japlenški vrh
- Dolina leptira (Kupska dolina)

Na području gornjeg toka Kupe (oko 20 km), prema istraživanjima, živi oko 500 vrsta različitih leptira iako ni taj broj nije konačan. Na ovom se prostoru nalazi 108 vrsta danjih leptira što čini oko 60% hrvatske faune leptira. Mnoge su vrste zaštićene zakonom, a zabilježene su i dvije nove, endemske podvrste, što je jedinstveni slučaj u Hrvatskoj jer je zemljopisna izoliranost populacija leptira u spomenutom području uzrokovala evolucijske procese koji su doveli do stvaranja istih.

## Gradska naselja
Delnice se sastoje od 55 naselja: Bela Vodica, Belo, Biljevina, Brod na Kupi, Crni Lug, Čedanj, Dedin, Delnice, Donja Krašićevica, Donje Tihovo, Donji Ložac, Donji Okrug, Donji Turni, Gašparci, Golik, Gornja Krašićevica, Gornje Tihovo, Gornji Ložac, Gornji Okrug, Gornji Turni, Grbajel, Guče Selo, Gusti Laz, Hrvatsko, Iševnica, Kalić, Kočičin, Krivac, Kupa, Kuželj, Leska, Lučice, Mala Lešnica, Malo Selo, Marija Trošt, Plajzi, Podgora Turkovska, Požar, Radočaj Brodski, Raskrižje Tihovo, Razloge, Razloški Okrug, Sedalce, Srednja Krašićevica, Suhor, Ševalj, Turke, Vela Voda, Velika Lešnica, Zagolik, Zakrajc Turkovski, Zalesina, Zamost Brodski, Zapolje Brodsko i Zelin Crnoluški.

## Stanovništvo
Prema popisu iz 2001., na području grada obitava 6262 stanovnika: od toga 48% muškaraca (3035) i 52% žena (3227).
| Raspodjela stanovnika po mjestima U obzir su uzeta najveća naselja |      |
| Delnice                                                            | 4451 |
| Lučice                                                             | 337  |
| Crni Lug                                                           | 291  |
| Brod na Kupi                                                       | 248  |

Istraživanja koja se temelje na broju od 5316 uzoraka, govore o 114 stanovnika s nezavršenom osnovnom školom,  171 s prva četiri razreda i 1062 stanovnika s osnovnoškolskim obrazovanjem. Višu stručnu spremu ima 198, a visoku 370 građana. Intelektualni kapital čini i 8 magistara te jedan doktor.
Najviše populacije ulazi u dobnu skupinu između 21. i 54. godine iako je natalitet još uvijek veoma nizak.
| Dobna skupina   | 0 do 4 | 5 do 20 | 21 do 54 | 55 do 74 | preko 74 |
| Broj stanovnika | 272    | 1140    | 3094     | 1391     | 365      |

| broj stanovnika | 6929  | 7289  | 6797  | 7007  | 7172  | 7651  | 7322  | 7337  | 6609  | 7592  | 7652  | 7291  | 6817  | 6858  | 6262  | 5952  | 5135  |
|                 | 1857. | 1869. | 1880. | 1890. | 1900. | 1910. | 1921. | 1931. | 1948. | 1953. | 1961. | 1971. | 1981. | 1991. | 2001. | 2011. | 2021. |

| broj stanovnika | 2315  | 2453  | 2544  | 2544  | 2840  | 3071  | 3298  | 3123  | 3149  | 3840  | 4042  | 4308  | 4351  | 4696  | 4451  | 4379  | 3861  |
|                 | 1857. | 1869. | 1880. | 1890. | 1900. | 1910. | 1921. | 1931. | 1948. | 1953. | 1961. | 1971. | 1981. | 1991. | 2001. | 2011. | 2021. |

## Gradska uprava
- Adresa: 51300 Delnice, A. Starčevića 4
- Predsjednik poglavarstva: Marijan Pleše, dipl. ing.
- Stranka na vlasti : PGS

## Povijest

### Nastajanje Delnica
Zbog neprohodnosti i šumovitosti, naseljavanje goranskih prostora započinje tek krajem 13. i početkom 14. stoljeća. Važnija gospodarska događanja zabilježena su tek u 15. stoljeću. Nazivi Delnica,Broda na Kupi i još nekih obližnjih naselja, prvi se put spominju 1481. u ispravi kojom Sabor u Zagrebu nalaže knezu Stjepanu Frankopanu i njegovom sinu da ne smiju ubirati nikakve daće na svojim posjedima u goranskom kraju. 
Prema nekim izvorima, naselje nastaje na području današnjih Lučica (koje se prvi puta spominju u ispravi iz 1639. godine) i bilo je u potpunosti čakavsko, dok drugi izvori ukazuju na nastanak kod Delničkog potoka – danas turističkog odmorišta odmah izvan grada. 
Delnice su bile pod vlašću obitelji Frankopan, a nasljednim ugovorom, 1544. postaju vlasništvo Zrinskih. Kraj je opustošen i raseljen za vrijeme turskih razaranja, a ponovno naseljavanje započinje u 17. stoljeću kada obitelj Zrinski dovodi stanovništvo (koje koristi kajkavski izričaj) iz svojih pokupaljskih imanja: Čabra, Broda i Gerova. Nastaju nove Delnice na nešto nižem lokalitetu kojima upravlja Petar Zrinski od 1649. do 1670. godine te zajedno s bratom Nikolom donosi kraju organizirani promet i trgovinu, a time i napredak. Osnovana je i katolička župa.
U srednjem vijeku Delnice su bile dio Modruške župe. U 16. stoljeću su opustjele zbog prodora Turaka i razvoj je stao sve do izgradnje cesta Karoline (18. stoljeće) i Lujzijane (19. stoljeće) te željezničke pruge Karlovac - Rijeka.

### Ceste i željeznička pruga
Iako Karolina nije prolazila kroz samo naselje, donijela je prvi prometni pravac u ovaj kraj. Početkom 19. stoljeća započinje izgradnja Lujziske ceste koja prolazi mjestom i stvara uvjete za razvoj gospodarstva. Uz cestu se grade nove kuće i formira se središte mjesta. Razvijaju se drvna industrija, poljodjelstvo, stočarstvo i sitno poduzetništvo. Razvitku je najviše doprinijelo  kirijašenje (prijevoz robe zapregom iz unutrašnjosti prema moru i obrnuto) kojim su se kukuruz, pšenica i drvo prodavali u Primorju i mijenjali za sol, ribu i voće. To je potaknulo otvaranje gostionica i prenoćišta. Cestovni promet opada tek izgradnjom željezničke pruge Karlovac – Rijeka koja tako postaje nositelj daljnjeg razvoja.
Željeznička pruga je građena od 1869. do 1873. godine, a puštena je u promet 1875. godine. Odmah po puštanju u promet preuzima primat u prijevozu jer su troškovi niži, prijevoz jeftiniji, a putovanje brže i sigurnije. Pruga je, osim opadanja cestovnog prometa, prvotno dovela do iseljavanja stanovništva da bi kasnije doprinijela otvaranju mnogih novih radnih mjesta te mogućnost povratka iseljenika.  

### 20. stoljeće
21. srpnja 1921. godine u Delnicama je Alija Alijagić, pripadnik lijeve terorističke organizacije Crvena pravda izvršio atentat na Milorada Draškovića, ministra unutarnjih poslova Kraljevine SHS. Povod atentatu bilo je donošenje takozvane Obznane 1920. godine kojom je vlada Kraljevine SHS zabranila rad Komunističkoj partiji Jugoslavije, odnosno bitno smanjila opseg građanskih sloboda u monarhiji. Atentatori su se dragovoljno predali vlastima, iskoristivši sudski proces za afirmaciju svog političkog rada. Alija Alijagić osuđen je na smrt, a drugi atentator Rodoljub Čolaković na dugogodišnju tamnicu.
Za vrijeme Drugoga svjetskog rata, u travnju 1941. godine, Delnice su okupirale talijanske trupe. U gradu su ubrzo počele pripreme za ustanak, a stanovništvo se priključilo partizanima. Oko grada su se vodile žestoke borbe između partizana i Talijana, a kasnije i Nijemaca. Partizani su grad konačno zauzeli 13. lipnja 1944. godine.
Za vrijeme Domovinskog rata, u Delnicama se nalazio veliko skladište oružja JNA koje je zauzeto akcijom hrvatske policije u drugoj polovici 1991. godine - jednom od rijetkih na tom području.

## Poznate osobe
- Franjo Rački
- Ivan Lenac
- Zdenko Petranović - Jastreb
- Branko Pleše
- Franjo Smiljanić
- Josip Kajfeš, hrv. liječnik

- Darko Štimac, hrv. nogometni sudac
- Radovan Pavić, hrv. politolog i geopolitičar
- Ivan Juranić, hrv. automobilist[6]

## Znamenitosti i kulturna obilježja

### Delnički govor
"Delnički govor je stari mjesni govor koji pripada gorsko-kotarskoj kajkavštini. On ima specifičnu fonetiku, akcentuaciju i sintaksu, pa je s obzirom na to jedan od mnogobrojnih varijanti kajkavskog narječja. Prostorno je ograničen samo na područje Delnica. Uočljiva je snažna veza delničkog govora sa slovenskim jezikom, a mnoge njegove osobitosti upućuju na praslavenske izvore. Prema jednoj glagoljskoj ispravi iz 1570. godine, pronađenoj u Gerovu stanovnici Delnica su u 16. stoljeću govorili čakavski. Prilikom provale Turaka stanovništvo je prebjeglo u susjednu Sloveniju (Kranjsku) i tu ostalo živjeti određeno vrijeme.“

### Etno zone i spomenici
Kuća -  Rački, izgrađena je u 17. stoljeću, spomenik je kulture koji govori o etno i graditeljskoj baštini ovog područja. Njena se starost procjenjuje na 200 do 300 godina. Nalazi se u Supilovoj ulici u Delnicama i najstarija je kuća goranskog kraja. 
Nekada je u kući postojao uzdužni hodnik koji je spajao sve prostorije. Iz njega se ulazilo u centralni dio, u tzv. vežu (kuhinju), otvorenog krovišta, s podom od nabijene zemlje i otvorenim ognjištem. Iz kuhinje se pomoću ljestvi dolazilo u potkrovlje (izba), gdje se sušilo meso, sijeno te čuvala zrnata hrana, orasi i sušeno voće. Drugi glavni prostor je hiša ili hiža (soba) koja se nalazi s ulične strane kuće, a služi kao prostor za odmor. Posljednja prostorija je štala (staja) gdje se osim stoke nalazio i nužnik. Ispod sobe se nalazio ukopan trap, prostor u kojem se čuvao krumpir i druga hrana. Krov kuće je pokriven tanko cijepanom jelovom daskom (šindrom). Tu se čuvalo sijeno koje je zajedno s drvenim krovom činilo odličnu prirodnu toplinsku izolaciju.
Raspored prostorija i veličina ovakvih kuća, bila je izvanredno prilagođena prirodnim uvjetima ovoga kraja jer se cijelo gospodarstvo nalazilo na jednom mjestu što je olakšavalo život u vrijeme dugih snježnih zima. 
Etnozona Velika Lešnica obuhvaća područje istoimenog sela koje se smjestilo u zaleđu šumsko – planinskog sklopa Drgomalj. Ovo je naselje hrpnog tipa s centralnim prostorom i dominantnom pozicijom crkve što se nalazi uz rub naselja. Karakteriziraju ga stambene kuće i one gospodarske namjene, građene od drva s poluskošenim krovištima koja su donedavno bila pokrivena šindrom.

### Crkve
Crkva sv. Ivana Krstitelja je župna crkva koja se prvi put spominje u 17. stoljeću. Izgradio ju je delnički župnik Nikola Car u periodu od 1825. do 1829. godine. 
Jednostavna je trobrodna građevina sa zvonikom ispred ulaznog pročelja. Sadrži glavni i dva sporedna oltara u kasnobaroknim stilu.
Crkva sv. Marije se nalazi u Velikoj Lešnici i jedna je od najstarijih sakralnih spomenika. Građevina je većih dimenzija s masivnim zvonikom na sjeveroistočnoj strani.

### Dvorci
Kaštel Zrinski, dvorac je iz 17. stoljeća koji spada u spomenike kulture „prve kategorije“. Nalazi se u Brodu na Kupi.

## Gospodarstvo
Prometna otvorenost i tranzitno značenje ovoga kraja čine danas njegovu najvažniju osobitost. U vezi s tim posebni značaj pripada Delničkim vratima odnosno delničkom koridoru gdje zone povezanih krčevina daju kraju tranzitno značenje. Izgradnjom autoceste Rijeka - Zagreb, u Delnice se iz Rijeke dolazi za 20-ak minuta dok se iz Zagreba stiže za 1 sat vožnje. Stara magistralna cesta Zagreb - Rijeka danas, ističući svoj izvorni naziv, postaje s pravom "Lujzinska turistička cesta" koja duž trase prolaznicima otkriva svoju priču prošlosti. U Delnicama se na staru Lujzijanu sa sjeverne strane priključuje tranzitni pravac iz Republike Slovenije (Ljubljana - Kočevje - Delnice) čime je tranzitnost kraja još izraženija, posebice na graničnom prijelazu Brod na Kupi. Prometnice imaju veliko značenje za razvoj gospodarstva i povezuje sjeverne i južne dijelove Republike Hrvatske. Zeleni pašnjaci i doline uz rijeke omogućuju razvoj stočarstva. Uzajaju se ovce,a nešto manje goveda. Obradiva tla nema mnogo,a klimatski uvjeti nepovoljini su za poljodjelstvo. Ipak,uzgoj krumpira,kupusa i kukuruza ima dugu tradiciju u tim krajevima. Uzgajaju se i jabuke, kruške i šljive.

### Drvna industrija
Kao najšumovitiji kraj Hrvatske ima razvijenu drvnu industriju i šumarstvo. Najčešći su proizvodi namještaj i građevna stolarija. Trenutno aktualna drvna industrija na području Grada Delnica nalazi se u Malom Selu gdje postoji od 2010.godine.

### Gospodarstvene udruge
- Udruga pčelara „Medun“

### Izrada skija
Delničke obitelji Ofak i Klobučar skije su počele izrađivati 1911. godine.

## Obrazovanje
Osnovne škole
- Osnovna škola Ivana Gorana Kovačića, Delnice
- Područna škola Crni Lug, Crni Lug
- Osnovna škola Frana Krste Frankopana, Brod na Kupi
- Osnovna glazbena škola Ive Tijardovića, Delnice

Srednje škole
- Srednja škola Delnice

## Kultura
Kulturna društva
- Tamburaško društvo „Danica”
- Pjevačko društvo „Frankopan”
- Mesopusno društvo „Pauše”, Delnice
- Kulturno-umjetničko društvo „Delnice”

## Šport
Od 2011. održava se Memorijalni streetball turnir "Branko Mihajlović Boys".

### Skijanje i skijaške skakaonice
Čini se da su u ovom kraju napravljene prve skije u Hrvatskoj, a može se reći kako su skijanje u Delnice donijeli ročnici austrougarske vojske.
1932. godine Delnicama je povjereno održavanje prvenstva Jugoslavije u skijaškom trčanju na 30km, a nakon Drugog svjetskog rata su održane i velike manifestacije: 1956., 1958. skijaško prvenstvo Jugoslavije u klasičnim disciplinama i 1962. "Cup Kurikkala" koji je preteća današnjeg skijaškog kupa.
Danas su uređene staze za alpsko i nordijsko skijanje na brdu Polane, a tu se nalazi i novouređena staza za skijaško trčanje (1500m). Na jugoistočnoj strani skijalište Petehovac sa skijaškom stazom dugom 350m.

#### Skijaške skakaonice
Izgradnju skakaonice je pokrenuo Aleksandar Klaić 1932., a otvorena je 1936. kada je održano i prvo natjecanje u skijaškim skokovima. Izgrađena na padinama Japlenškog vrha, ovo je jedina skijaška skakaonica u Hrvatskoj. Ista je rekonstruirana 1948. i 1958. godine u svrhu produženja skakačke staze, a do nje je sagrađena i manja koja je služila za učenje i vježbu.
2004. godine uslijedio je početak nove rekonstrukcije i obnove skakaonice koja se nije koristila skoro tri desetljeća. 2006. godine ponovno je otvorena (sada 65m duga) i pokrenut je Kup grada Delnica u skijaškim skokovima.

### Stadion
Današnji stadion je nastao iz nogometnog igrališta izgrađenog početkom 20.st. (1924.). Prvotno igralište je bilo smješteno na mjestu današnjeg Doma oružanih snaga RH, a na njemu su bile smještene trupe talijanske vojske u vrijeme Drugoga svjetskog rata. Igralište se pomiče i povećava nakon rata te poprima današnji položaj.
Pedesetih godina 20. stoljeća poravnava se i učvršćuje teren, izgrađuje se atletska staza, pomoćni teren za ostale športske discipline, a 1952. i košarkaško igralište. Godine 1966. dobiva travnatu podlogu.

### Športska društva
- Boksački klub „Delnice“
- Rukometni klub „Goranin“
- Skijaški klub „Goranin“
- Kuglački klub „Goranin“
- Kuglački klub „Delnice“
- Ženski kuglački klub „Goranin“
- Biciklistički klub „Goranin“
- Snowboard klub „Gorski kotar“
- Stolnoteniski klub „Petehovac“
- Streličarski klub „Delnice“
- Karate klub „Delnice“
- Šahovski klub „Goranin“
- Plivački klub "Delnice"
- Košarkaški klub „Goranin“
- Orijentacijski klub „Ris“ Delnice
- HNK Goranin Delnice

### Športsko rekreacijska društva
- Lovačko društvo „Tetrijeb“, Delnice
- Lovačko društvo „Divokoza“, Brod na Kupi
- Lovačko društvo „Vidra“, Turke
- Gljivarska udruga „Marohlin“, Delnice
- Planinarsko društvo „Petehovac“, Delnice
- Društvo za ekstremne športove „Adrenalin“, Delnice
- Športsko ribolovna udruga „Goran“, Brod na Kupi

Navijačke skupine
- Green boys Delnice

## Turizam
Delnice kao i čitavi Gorski kotar, pružaju mogućnost seoskog turizma i aktivnog odmora: vožnja biciklom, planinarenje i alpinizam, pješačenje, lov, skijanje i skijaško trčanje, vožnja kanuom i rafting, logorovanje i orijentacijsko trčanje te gljivarenje.

## Zanimljivosti
- U zimsko doba od Rijeke do Delnica vozili su posebni vlakovi, zvani Snježni vlakovi.[9]

## Vanjske poveznice
- Službene stranice grada
- Turistička zajednica grada Delnica
- Gorski kotar  Arhivirana inačica izvorne stranice od 12. listopada 2007. (Wayback Machine)
- www.gorskikotar.com  Arhivirana inačica izvorne stranice od 27. travnja 2006. (Wayback Machine)
- Športsko ribolovna udruga "GORAN" Brod na Kupi  Arhivirana inačica izvorne stranice od 28. prosinca 2014. (Wayback Machine)
- Udruga pčelara „Medun“  Arhivirana inačica izvorne stranice od 16. listopada 2008. (Wayback Machine)

|  | Portal Hrvatske – Pristup člancima s tematikom o Hrvatskoj. |